# Carolina Cárdenas Núñez
Carolina Cárdenas Núñez (Bogotá, 1903-Bogotá, 1 de abril de 1936) fue una dibujante, pintora y ceramista colombiana que formó parte de la generación que introdujo el arte moderno en Colombia.
Estudió pintura y cerámica en la Escuela de Bellas Artes de Bogotá, siendo la primera artista en hacer arte abstracto y fotografía moderna en Colombia.  Cárdenas “(parece) constituir los primeros experimentos geométricos abstractos en la historia del arte colombiano”.
Su trabajo se vio influenciado por el art déco durante los años veinte y treinta, y fue una de las primeras mujeres colombianas en acercarse al arte.Luego de su residencia en Europa, volvió a Colombia trayendo una perspectiva de vida y de las artes que distaba de la colombiana en ese entonces: «en un tiempo en el que las mujeres se mantenían encerradas en la casa, ella decidió ser artista. E hizo más: en vez de pintar, prefirió elevar la cerámica y la fotografía a la categoría de artes».

## Obra
Introdujo algunos elementos del art déco a una serie de dibujos estilizados, de trazos seguros y definidos, en los que emplea colores oscuros y dorados con formas geométricas, generando un preámbulo para la introducción del arte abstracto en Colombia. Se destacó por realizar piezas originales en cerámica, nueva tendencia artística de la época. Por la finura de sus obras, evocadas desde el concepto de la figura elegante y finamente decorada con orlas y trazos geométricos, algunos críticos la denominaron con el sobrenombre de «Miss Decó». 
Realizó la primera exposición de cerámica de Colombia, junto con Sergio Trujillo Magnenat, de su obra, compuesta por teteras y jarrones, entre otras piezas. La exhibición tuvo lugar en la Sociedad Colombiana de Ingenieros, el 6 de febrero de 1936, y fue comentada en la prensa, ya que hasta el momento la cerámica no había tenido reconocimiento en el arte colombiano, menos aún en piezas con influencia de la escuela Bauhaus.  
Su obra permaneció en el olvido por casi 50 años, hasta que fue exhibida en la exposición Colombia en el umbral de la modernidad, realizada en el Museo de Arte Moderno de Bogotá, en 1997, así como en una exposición conmemorativa conformada por 33 dibujos en el Gabinete de Dibujo y Artes Gráficas del Museo Nacional de Colombia, entre mayo y septiembre de 2005. Alguna parte de su obra, dibujos y bocetos, se conservan, al parecer, como colección privada.
La crítica de su tiempo se refiere más a la mujer, su belleza física y el diseño de su vestuario de moda que a su obra.Esto dificultó el reconocimiento de su obra como arte, ya que los críticos no hablaban de su talento o sus obras, sino de su personalidad «(c)allada, suave, buena amiga, discreta, enigmática, alma de paz, de pureza y de luz, llena de bondad y de sensibilidad finísima». Se suele confundir a la artista con su obra.
El reconocido crítico colombiano Álvaro Medina considera y certifica que no existe una obra propiamente dicha. Que sólo quedan pocos dibujos y bocetos muy fragmentarios. Unos treinta y cinco.Las reflexiones posteriores de la historiadora de arte Cristina Lleras, basadas en las de Álvaro Medina, son posiblemente los acercamientos más rigurosos a la incipiente y muy breve obra de bocetos y alguna cerámica de Carolina Cárdenas.

### Artes decorativas en elsigloXX
Desde finales del siglo XIX, se inician las prácticas ligadas a lo decorativo, entre ellas el dibujo, el bordado, la cerámica y la música vocal. La crítica considera que parecerían más entretenimientos familiares y domésticos, y «no un ejercicio vocacional con una una labor continuada de la profesión artística», salvo algunas excepciones como la de Margarita Holguín y Caro.

### Obras
Puede consultarse su obra en la colección digital del Banco de la República. Esta institución conserva y clasifica 20 dibujos y una cerámica que hacen parte de sus colecciones.

#### 20 dibujos y una cerámica en las colecciones delBanco de la República[13]y otras obras
| Título | Año           | Ubicación                          | Denominación |
| --- | ------------- | ---------------------------------- | ------------ |
| Botella azul | 1993          | Bogotá, Centro Cultural de Bogotá  | Cerámica     |
| Dar de beber al sediento (mujeres con mesero). Numerado 11. | Ca. 1935      | Bogotá, Centro Cultural de Bogotá  | Dibujo       |
| Campesinas en el mercado | Ca. 1935      | Bogotá, Centro Cultural de Bogotá  | Dibujo       |
| Estudio mujer | Ca. 1935      | Bogotá, Centro Cultural de Bogotá  | Dibujo       |
| Rostros. Campesinas. Numerado 117. | Ca. 1935      | Bogotá, Centro Cultural de Bogotá  | Dibujo       |
| Mujer - moda. Numerado 198. | Ca. 1935      | Bogotá, Centro Cultural de Bogotá  | Dibujo       |
| Sociedad. La desaparición del señor X ha causado honda sensación en nuestros círculos sociales. Enviamos a su inconsolable viuda y a sus hijos fe. Numerado 14. | Ca. 1935      | Bogotá, Centro Cultural de Bogotá  | Dibujo       |
| Las tres tías - Marcado Sep. 5 | Ca. 1935      | Bogotá, Centro Cultural de Bogotá  | Dibujo       |
| Estudio de dos mujeres | Ca. 1935      | Bogotá, Centro Cultural de Bogotá  | Dibujo       |
| Mujeres con flores y paisaje de fondo | Ca. 1935      | Bogotá, Centro Cultural de Bogotá  | Dibujo       |
| Mujer con chorotes. Maternidad y rostros | Ca. 1935      | Bogotá, Centro Cultural de Bogotá  | Dibujo       |
| Agosto Varios. Numerado 192. | Ca. 1935      | Bogotá, Centro Cultural de Bogotá  | Dibujo       |
| Mujer con ruana - Pirámide - Chorote y otra mujer. Numerado 263.                                                                                                | Ca. 1935      | Bogotá, Centro Cultural de Bogotá  | Dibujo       |
| Gaitán | Ca. 1935      | Bogotá, Centro Cultural de Bogotá  | Dibujo       |
| Meditación - Mujer acurrucada con chorote. | Ca. 1935      | Bogotá, Centro Cultural de Bogotá  | Dibujo       |
| Bocetos varios. Mujeres, tres rostros, etc. | Ca. 1935      | Bogotá, Centro Cultural de Bogotá  | Dibujo       |
| Temor - Mujer con tres hombres, marcada 2 de mayo. Numerada 36.                                                                                                 | Ca. 1935      | Bogotá, Centro Cultural de Bogotá  | Dibujo       |
| Mujeres | Ca. 1935      | Bogotá, Centro Cultural de Bogotá  | Dibujo       |
| Dejando el pueblo - Numerado 214. | Ca. 1935      | Bogotá, Centro Cultural de Bogotá  | Dibujo       |
| Mujer con paisaje | Ca. 1935      | Bogotá, Centro Cultural de Bogotá  | Dibujo       |
| The Daughter - La artista y su madre. Numerado 141. | Ca. 1935      | Bogotá, Centro Cultural de Bogotá  | Dibujo       |
| Desnudo | Ca. 1932–1936 | Bogotá, Museo Nacional de Colombia | Dibujo       |

### Influencias

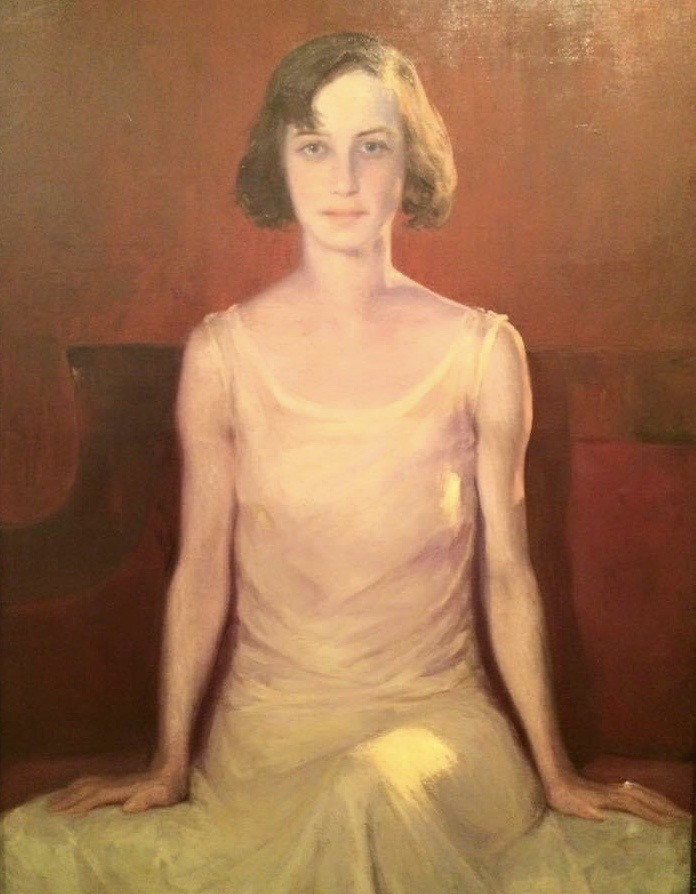
Obra de Francisco Antonio Cano

Estuvo muy influenciada por las vanguardias del arte europeo. Se relacionó con Ramón Barba y Josefina Albarracín, quienes hicieron parte del movimiento artístico Bachué y con quienes posiblemente trabajó en la Fábrica de loza bogotana. Fue amiga de la decoradora Elvira Martínez, la escritora Elisa Mújica y la ceramista Hena Rodríguez.

## Premios
Obtuvo el premio a los estudiantes en la Escuela de Bellas Artes (1928).

## Biografía

### Nacimiento y estudios
Carolina Cárdenas Núñez nació en Bogotá, en 1903, en el seno de un hogar acomodado de la aristocracia bogotana. A temprana edad fue enviada a vivir a con sus abuelos maternos a Londres, ciudad donde su abuelo materno se desempeñaba como cónsul de Colombia. 
Después de realizar sus estudios básicos en Londres, regresa a Bogotá. Compartió con los profesores Francisco Antonio Cano, Roberto Pizano, y Gustavo Arcila Uribe. En 1928 ingresó a la Escuela de Bellas Artes, dirigida por Roberto Pizano. 
Carolina Cárdenas posó para varios artistas de su tiempo, entre ellos el profesor Francisco Antonio Cano, quien llevó para la posteridad tres magníficos retratos al óleo de la joven artista, dos que forman parte de las colecciones del Museo Nacional de Colombia, y un óleo que conserva la familia de su esposo. Junto a varios compañeros de la Escuela de Bellas Artes de Bogotá, trabajó algunos dibujos y bocetos con modernos conceptos artísticos.

### Vida personal
Tras la quiebra de su padre en la crisis financiera de 1929, Cárdenas ingresó a trabajar al Ministerio de Guerra, donde se desempeñó en la sección de provisiones, durante el período de la guerra de Colombia con el Perú (1932).
Fue modelo de diferentes artistas de su tiempo y musa literaria, convirtiéndose en el tema de varios cuadros de los pintores más importantes de su época. También fue portada de la revista colombiana Cromos, la cual la calificó como la mujer mejor vestida del país. Así como Alice Prin, –conocida como Kiki de Montparnasse en el París de entreguerras–, enloqueció a fotógrafos y pintores y se hizo retratar vestida a la moda francesa. 

### Familia
Carolina Cárdenas fue miembro de la aristocracia bogotana, siendo hija de Germán Cárdenas Arboleda y de María Eugenia Núñez Pizano, siendo su único hermano Jorge Cárdenas Núñez, quien contrajo matrimonio con María Olaya Londoño, hija mayor del expresidente Enrique Olaya Herrera y de María Teresa Londoño Sáenz.
Su padre era sobrino bisnieto del prócer de la independencia Antonio Arboleda y Arrachea, y tataranieto del exalcalde de Popayán Francisco Arboleda y Vergara, quien a su vez era primo del exalcalde de Bogotá Francisco Vergara y Vela, y emparentado con una larga lista de miembros notables de la familia Vergara Azcárate. Por esa línea también estaba emparentado con la poderosas familia Valencia, Arroyo y Arboleda.
Otro pariente suyo era el hacendado y rico minero José María de Mosquera y Figueroa, quien fue padre de los expresidentes Joaquín y Tomás Cipriano de Mosquera, y primos del prócer José Rafael Mosquera.
Por otro lado, su madre era tía del artista Roberto Pizano Restrepo, tutor de Carolina Cárdenas, su prima. Pizano era el padre del político y arquitecto Francisco Pizano de Brigard. También era sobrina bisnieta del expresidente Juan Agustín Uricoechea Navarro, sobrino del prócer de la independencia José María de Uricoechea, y primo del científico Ezequiel Uricoechea.
Contrajo matrimonio en la Iglesia de Lourdes de Bogotá con Jaime Jaramillo Arango en 1932. El matrimonio apenas duró algunas semanas. Cárdenas no tuvo descendencia. Una de sus sobrina nietas es la periodista Virginia Vallejo García por parte de su relación con Jaramillo Arango.

### Muerte

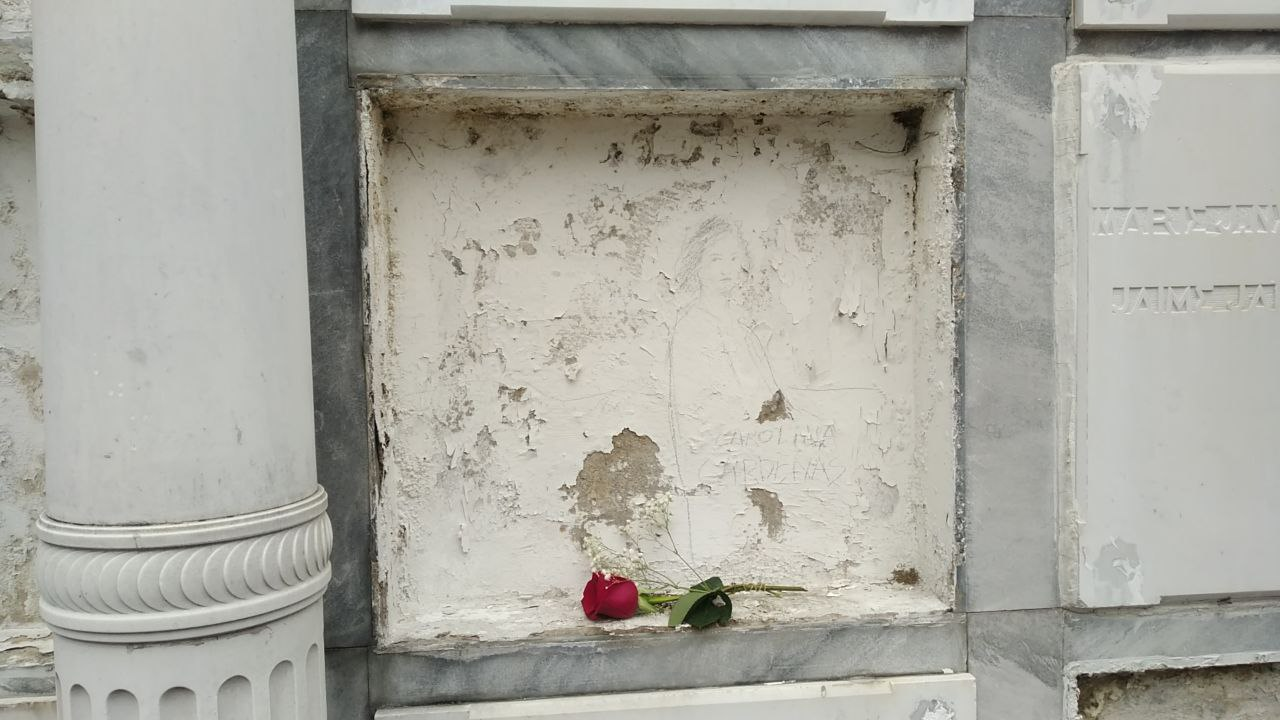
Tumba de Carolina Cárdenas Nuñez en el Cementerio Central de Bogotá.

Falleció el 1 de abril de 1936.a los 33 años, en Bogotá aparentemente a causa de meningitis. Su muerte resultó ser temprana, intempestiva y misteriosa. Al momento de su muerte, Cárdenas contaba con una beca para estudiar en la Real Academia de Bellas Artes de San Fernando.Se enfermó repentinamente una semana antes de viajar a España por una beca otorgada por el Ministerio de Educación
Varios artistas escribieron en diarios y revistas por la muerte de la artista.e incluso era recordada años después de su fallecimiento. En estos textos, mencionaban su talento, su capacidad para estrechar lazos entre artistas de la ciudad y el recuerdo de la fiesta de despedida por su viaje a España.
Sus restos yacen en el costado occidental del Cementerio Central de Bogotá. Fue enterrada en el panteón familiar de los Arango.  Es la única tumba sin lápida de este panteón. A su costado derecho se encuentran los restos del que fue su marido, Jaime Jaramillo Arango y la segunda esposa de éste.

## Impacto en la cultura popular

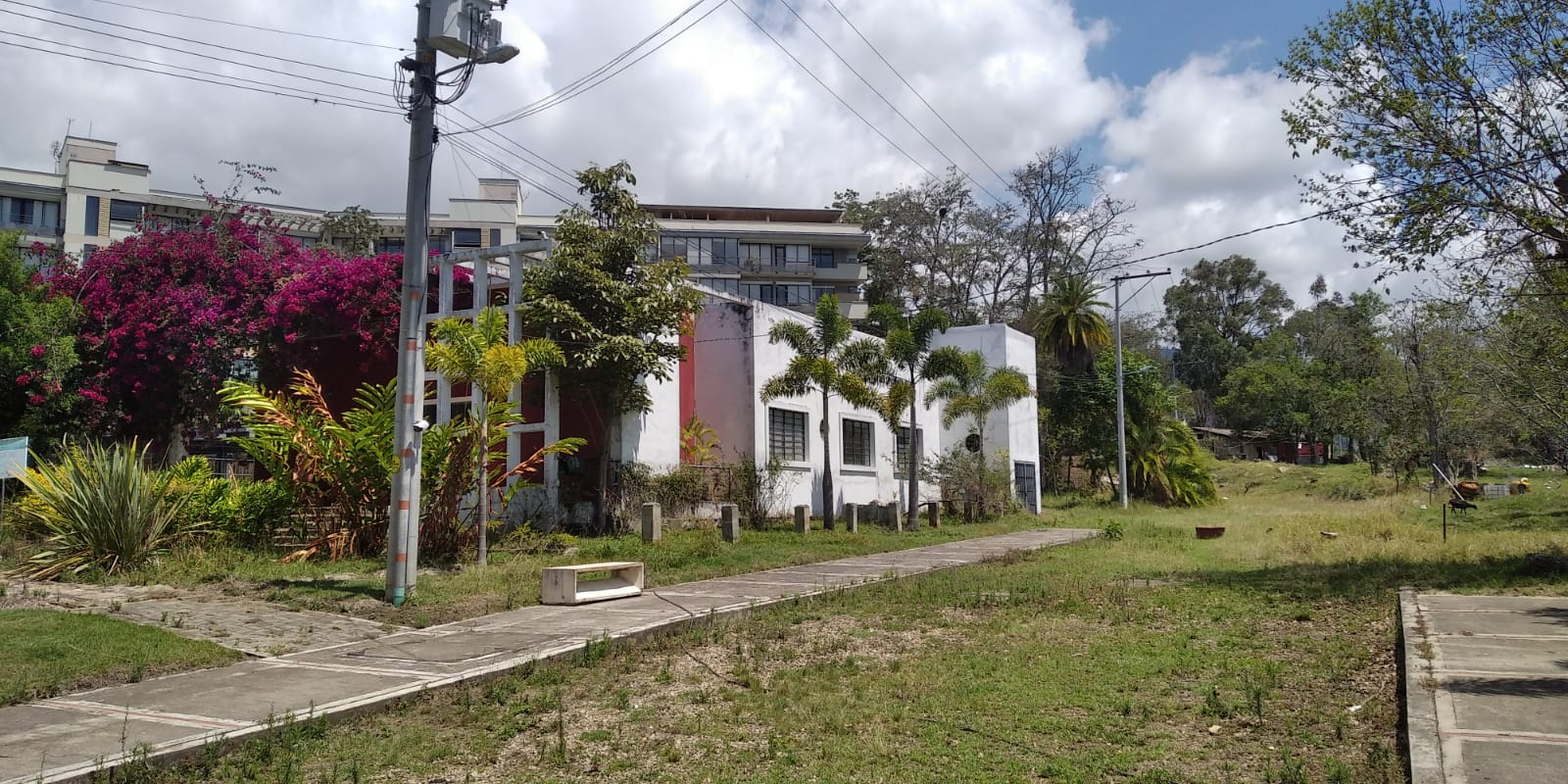
Quinta Jaramillo Arango o Casa Nasi, inspirada en Carolína Cárdenas, en Fusagasugá, Cundinamarca (2024).

- La novela Tú, que deliras (2013) de Andrés Arias relata la vida de Miss Decó.[32][33][34]La novela hace referencia a la relación sentimental que Cárdenas tenía con la artista Hena Rodriguez.
- La novela Los dos tiempos (1949) de Elisa Mujica se inspira en Carolina Cárdenas Núñez para recrear a su personaje Leonor Alba.[1]
- El dibujo La muerte y la doncella de Sergio Trujillo Magnenat el día de la extraña muerte de Cárdenas.[35]
- El barrio "La Carolina" de Bogotá debe su nombre a Carolina Cárdenas Núñez. El terreno era propiedad de su familia.[36]La Carolina está ubicado dentro de la localidad de Usaquén, de norte a sur entre las calles 127c y 127, y de oriente a occidente entre las carreras 9 y 15.
- La "Quinta Jaramillo Arango", conocida como "Casa Nasi" en Fusagasugá, construida por el arquitecto Vicente Nasi es un homenaje a Carolina Cárdenas por solicitud de quien fue su ex marido. Ésta podría ser la primera edificación modernista de Colombia. [31]